# Cuvée De Ranke
Cuvée De Ranke is een Belgisch bier van gemengde gisting.
Het bier wordt gebrouwen in Brouwerij De Ranke te Dottenijs in Henegouwen. Het is een mengbier van 70% West-Vlaams roodbruin bier van de brouwerij zelf en 30% lambiek van brouwerij Girardin.
Het is een amberkleurig bier met een alcoholpercentage van 7%.